# Djurgårdsbron
59°19′52″N 18°05′38″Ø / 59.33111°N 18.09389°Ø
Djurgårdsbron er en bro i den centrale del af  Stockholm som fører Narvavägen på Östermalm ud på øen Djurgården. Broen har en  gennemsejlingshøjde på  4,1 meter. 

## Konstruktion og udformning
Den nuværende Djurgårdsbron blev bygget af Bergsunds mekaniska verkstad på Södermalm i 1896 og stod klar til den store Stockholmsutställningen 1897. Broen er en jernbro med tre spand, konstrueret af ingeniør Carl Fraenell. Arkitekten Erik Josephson (1864-1929) har formgivet brofæsterne og kandelaberne. Udsmykningen består af skulpturer der forestiller  nordiske guder og et detaljeret støbejernsrækværk med stiliserede planter.
Bron har fire søjler af granit med hver sin nordiske gudefigur udført af kunstneren Rolf Adlersparre (1859-1943). Adlersparre var  inspireret af Viktor Rydbergs populære mytologi Fädernas gudasaga, udgivet i 1887. De fire nordiske  guder er:
- Heimdal som blæser i Gjallarhornet (nordlige brofæste)
- Frigg (Odins hustru) som holder i en stav (nordlige brofæste)
- Freja med en falk i den ene hånd (sydlige brofæste)
- Tor med hammeren Mjølner på skulderen (sydlige brofæste)

Djurgårdsbron har tre kørebaner for vejtrafik, samt gang- og cykelstier på begge sider. Desuden trafikeres broen ef sporvogne på linje 7.

## Historie
I følge traditionel historieskrivning skal Gustav Vasa have udført sin mandomsprøve i slaget ved Vädla  i 1517 som foregik på pladsen ved Djurgårdsbroens nordlige brofæste. Det tyder på at der har været en bro lige øst for  den nuværende Djurgårdsbrons placering så tidligt som i1620'erne. Der  findes belæg for  at en bro byggedes på dette sted i 1661 og på et kort fra 1696 er broen markeret første gang. 
Bron erstattedes af en ny  i 1730 og den kaldtes da undertiden for Fredrikshovsbron. Den brast i 1745 da kong Fredrik 1. kørte over den i sit ekvipage. Broen blev d¨årlig vedligeholdt og erstattedes i 1825 af en ny træbro, som i  1849 erstattedes af en jernbro med tre buer. Denne bro tegnedes af arkitekterne Peter Georg Sundius (1823-1900) og Georg Theodor von Chiewitz (1815-1862) og var i brug frem til 1885 da man foreslog en ny bro som forlængelse af den nyanlagte avenue, Narvavägen.
Djurgårdsbron som indviedes  i 1897 var dimensioneret til at Strandvägens sporvogne skulle kunne passere og broe fik derfor to kørebaner med brede fortove og god plads til dobbele spor. Den øgende trafikbelastning krævede forstærkninger  i 1977, et arbejde som kun tog tre måneder at genemføre. 

## Figurerne
- Heimdal
- Frigg
- Freja
- Tor

## Detaljer
- Kandelaber
- Kandelaber, detalje
- Kandelaber, detalje
- Rækværk

## Externa länkar
- Wikimedia Commons har flere filer relateret til Djurgårdsbron